# HMS Agincourt (1865)
Panserskibet HMS Agincourt var et af de tre skibe af Minotaur-klassen i den britiske flåde. Skibene var planlagt som 50-kanoners pansrede fregatter, en lidt forvirrende betegnelse i betragtning af, at de var langt større og kraftigere end de forudgående linjeskibe. Imidlertid holdt Royal Navy stadig fast i, at et skib med kun ét kanondæk måtte være en fregat, selv om Minotaur-klassen de første 10 år af deres levetid var de største krigsskibe i verden. De tre søsterskibe var let genkendelige med deres 5-mastede rigning, men på trods af de mange master var de ret dårlige sejlere, og kunne højst præstere 9,5-10 knob under sejl. De var designede med den forudsætning, at de skulle være de bedst armerede, bedst pansrede og hurtigste krigsskibe i verden, men på grund af den lange byggeperiode var de allerede ved at blive overhalet af nye skibe, da de var færdige. I forhold til forgængerne var den ekstra tonnage blandt andet brugt til at øge panseret i vandlinjen med 25 mm. Navnet refererer til slaget ved Agincourt i 1415, hvor den engelske hær vandt en knusende sejr, og skibet var det tredje af foreløbig fem i Royal Navy med dette navn.

## Tjeneste
Da Agincourt indgik i den britiske flåde i 1868, fik den sammen med søsterskibet Northumberland en specialopgave, nemlig at slæbe en stor flydedok fra England til øen Madeira. Herefter overtog Warrior og Black Prince opgaven, og bugserede dokken resten af vejen til bestemmelsesstedet, den britiske flådebase på Bermuda. Agincourt sluttede sig derpå til den britiske Kanalflåde, hvor den blev flagskib for den næstkommanderende admiral. Det imponerende store skib var sikker på en central placering i de eskadrer, det blev en del af, og det var næsten altid flagskib for en af de tjenestegørende admiraler. Fra 1869 til 1873 gjorde det tjeneste ved Kanalflåden, hvor søsterskibet HMS Minotaur var flagskib for den kommanderende admiral.

### Grundstødningen ved Pearl Rock 1871
Det var under tjenesten i Kanalflåden at skibet kom tæt på en katastrofe i 1871, da det løb på grund ved Pearl Rock, nær Gibraltar, og var i fare for at gå ned. Eskadren blev ledet af admiral Wellesly om bord på Minotaur, og han havde kontreadmiral Eardley Wilmot som næstkommanderende med Agincourt som flagskib. Eskadren havde fået ordre til at spare på kullene, så den stævnede gennem strædet ved Gibraltar med en fart på kun seks knob. Det var en stille dag, og skibene kunne stadig ses fra fæstningen på halvøen. Den lokale strøm løber med fire knob, så eskadren kom kun langsomt frem, og de fleste officerer var gået under dæk. Ingen tænkte tilsyneladende på, at strømmen også skubbede skibene sidelæns, og Agincourt gik på grund med så lidt ravage, at besætningen knapt opdagede det. Skibet lå forrest i sin række, og på Warrior, der var det næste i rækken, anede man heller ikke uråd, før skibene var ved at støde sammen.
Der blev kastet ankre ud, man forsøgte at trække skibet fri ved at hale dem ind. Det mislykkedes, og så blev der sendt bud efter pramme fra værftet og både fra eskadren, og de fjernede flytbart gods fra Agincourt. Dagen efter blev der gjort et nyt forsøg på at trække skibet væk fra klipperne med ankre, og igen mislykkedes det. Så blev kanonerne fjernet, og den følgende dag fik HMS Inconstant ordre på at trække skibet fri. Kaptajnen kunne imidlertid ikke kom tæt nok på Agincourt til at få et tov rigget til, så det forsøg slog også fejl. Situationen var ved at blive alvorlig, for hvis vejret blev dårligere, ville Agincourt sandsynligvis blive slået i stykker mod klipperne. For at spare yderligere vægt blev en del af skibets kulbeholdning nu smidt over bord. På grundstødningens fjerde dag fik HMS Hercules, under kommando af Lord Gilford, ordre på at forsøge en ny bugsering. Han kastede anker så tæt som muligt ved Agincourt, og bakkede så ned mod skibet, så de lå hæk mod hæk. Der kunne nu rigges to kæder til mellem skibene, for at fordele trækket. Begge skibe brugte deres maskiner og halede ankerkæderne ind, og Agincourt kom fri af grunden. Samme aften slog vejret om, og der kom atlantiske dønninger ind gennem strædet, og de ville formentlig have ødelagt skibet.
Eskadren vendte tilbage til England, hvor begge admiraler og Agincourt's kaptajn blev skiftet ud. Sir Geoffrey Hornby blev Kanaflådens nye chef, med kontreadmiral Frederick Campbell som næstkommanderende, med den istandsatte Agincourt som flagskib. I september 1871 blev kommandør J.O Hopkins ny chef for Agincourt, med kommandørkaptajn (commander) Charles Penrose Fitzgerald som næstkommanderende. Hopkins skrev senere: 'Vi forvandlede Agincourt fra at være det mest larmende og dårligst disciplinerede skib i eskadren, til at være det roligste og det smarteste. Nogle få måneder efter at vi havde hejst kommando, gik vi til Middelhavet for at deltage i Lord Clyde-krigsretssagen, og vi slog hele Middelhavsflåden i eksercits og øvelser, hvilket var en stor triumf'.

### 1873-1875: Flagskib for Kanalflåden
Agincourt var flagskib for den næstkommanderende admiral til 1873, hvor søsterskibet Minotaur kom på værft, hvorefter skibet blev forfremmet til flagskib for Kanalflåden de følgende to år, til 1875, da Minotaur sluttede sig til flåden igen.

### 1875-1877: Omarmering
Efter de to år som flagskib for Kanalflåden, var det Agincourts tur til at blive omarmeret. Den hidtidige armering med blandede kanonstørrelser havde ikke været en succes. Det havde ikke noget med selve kanonerne at gøre, men skyldtes, at de blev betjent med et simpelt træksystem baseret på tovværk, lånt fra linjeskibenes tid, hvor kanonerne var meget mindre. Det betød, at Minotaur-klassens kanoner var livsfarlige at betjene – og dermed nærmest ubrugelige – i uroligt vejr, hvilket tog noget af pynten af de store skibe. Den nye armering, med færre og større kanoner, var ikke meget bedre, da der stadig var tale om forladere. I 1877 blev Agincourt efter endt værftsbesøg sendt til Middelhavsflåden, igen som flagskib for næstkommanderende admiral. Skibet var med i den eskadre, der under ledelse af admiral Hornby sejlede op gennem Dardanellerne til Istanbul og dermed spillede en vigtig rolle i bestræbelserne på at skabe fred mellem Rusland og Tyrkiet. Agincourt vendte senere på året tilbage til Kanalflåden, igen som flagskib for næstkommanderende admiral, og forblev på posten helt til 1889. Derefter lå skibet i reserve i Portsmouth til 1893, hvor dets karriere som krigsskib sluttede, efter en tjeneste, hvor det havde været flagskib for ikke mindre end 15 admiraler.

### Årene somBoscawen III,Ganges IIogC.109
Agincourt, blev i 1893 omdøbt til Boscawen III, fik rigningen reduceret til tre master, og gjorde tjeneste som skoleskib i Portland til 1905. Fra 1905 til 1909 lå skibet i Harwich, nu under navnet Ganges II. Derefter kom det til Sheerness, hvor det fordum så stolte skib blev ribbet for alt inventar og omdannet til et flydende kullager, med navnet C.109. I den sørgelige stand tilbragte det over fem årtier, og i modsætning til Warrior, der oplevede en lignende periode, var der ingen happy end for Agincourt. I 1960 blev skibet hugget op.